# Acanthopagrus latus
Acanthopagrus latus är en fiskart som först beskrevs av Houttuyn 1782.  Acanthopagrus latus ingår i släktet Acanthopagrus och familjen havsrudefiskar. Inga underarter finns listade i Catalogue of Life.